# Троцкий, Дмитрий Павлович
Дмитрий Павлович Троцкий (28 августа 1861 — ?) — генерал-лейтенант Российской императорской армии.
Участник Первой мировой войны. Во время Первой мировой войны командовал рядом дивизий.

## Биография
Родился 28 августа 1861 года. По вероисповеданию был православным. Окончил Владимирскую Киевскую военную гимназию.
16 августа 1878 года вступил на службу в Российскую императорскую армию. Окончил Павловское военное училище, откуда был выпущен со старшинством в чине подпоручика с 8 августа 1880 года с зачислением по армейской пехоте и с прикомандированием к лейб-гвардии Литовскому полку. Был переведён в гвардию и получил старшинство в чине прапорщика с 8 августа 1880 года. 30 августа 1884 года получил старшинство в чине подпоручика, 1 января 1885 года получил старшинство в чине поручика. Окончил Николаевскую военную академию по 2-му разряду. 5 апреля 1892 года получил старшинство в чине штабс-капитана, 6 декабря 1897 года получил старшинство в чине капитана. В течение 6 лет двух месяцев и двух дней был командиром роты, в течение года двух месяцев и 28 дней командовал батальоном. 6 декабря 1902 года получил старшинство в чине полковника. С 15 марта по 11 октября 1904 года был командиром 246-го Грязовецкого резервного батальона. С 11 октября 1904 года по 21 августа 1906 года был командиром 246-го пехотного Грязовецкого полка. С 21 августа 1906 года по 5 мая 1910 года был командиром 194-го пехотного резервного Мстиславского полка. С 5 мая 1910 года по 16 января 1913 года был командиром 149-го пехотного Черноморского пехотного полка. В 1913 году «за отличие» был произведён в генерал-майоры, со старшинством с 16 января того же года. С 16 января 1913 года по 29 июля 1914 года был командиром 1-й бригады 44-й пехотной дивизии.
Принимал участие в Первой мировой войне. С 29 июля 1914 года по 1915 год был командующим бригадой в 79-й пехотной дивизии. С 11 по 25 августа 1915 года был командующим 53-й пехотной дивизией. С 25 августа 1915 года был командующим 65-й пехотной дивизией. 14 июля 1917 года получил чин генерал-лейтенанта, со старшинством с 21 декабря 1916 года и утверждён в должности начальника этой же дивизии.

## Награды
Дмитрий Павлович Троцкий был награждён следующими наградами:
- Орден Святого Владимира 2-й степени с мечами (13 ноября 1915);
- Орден Святого Владимира 3-й степени (1910);
- Орден Святой Анны 1-й степени с мечами (7 мая 1915);
- Орден Святой Анны 2-й степени (1903);
- Орден Святого Станислава 1-й степени с мечами (5 марта 1915);
- Орден Святого Станислава 2-й степени (1899).